# Halle Open 1997
L'Halle Open 1997 è stato un torneo di tennis giocato sull'erba. È stata la 5ª edizione dell'Halle Open, che fa parte della categoria ATP World Series nell'ambito dell'ATP Tour 1997. Si è giocato al Gerry Weber Stadion di Halle in Germania, dal 9 al 15 giugno 1997.

## Campioni

### Singolare
Evgenij Kafel'nikov ha battuto in finale  Petr Korda con il punteggio di 7–6, 6–7, 7–6

### Doppio
Karsten Braasch /  Michael Stich hanno battuto in finale  David Adams /  Marius Barnard con il punteggio di 7–6, 6–2